# Barbara Brylská
Barbara Brylská (polsky Barbara Brylska, * 5. června 1941 Skotniki) je polská herečka známá rolemi Nadi ve filmu Ironie osudu aneb Rozhodně správná koupel (1975) či neurochiruržky Volejníkové v psychologickém snímku Jiřího Svobody Skalpel, prosím (1985).

## Osobní a profesní život
Narodila v roce 1941 ve vesnici Skotniki, blízko Lodže. Poprvé se před kamerou objevila ve filmu Kalosze szczęścia (1958). Po této roli začala studovat na Vyšší národní filmové škole v Lodži. Herecké vzdělání dokončila na varšavské Vysoké škole divadla, filmu a televize v roce 1967.
První větší roli získala ve filmu Ostatní kurs (1963). Poté ztvárnila postavu fénické kněžky Kamy v historickém snímku Jerzyho Kawalerowicze Faraon (1966), napsaného podle románu Bolesława Pruse. Také se objevila v roli Kryši Drohojowské v adaptaci literárního díla Pan Wolodyjowski (1969). Téhož roku mělo premiéru pětidílné drama Osvobození (1969), kde hrála Helenu. Jednou z nejvýraznějších rolí, která ji proslavila zejména v tehdejším Sovětském svazu, byla Naďa v komedii Eldara Rjazanova Ironie osudu aneb Rozhodně správná koupel (1975). Za tuto roli získala Sovětskou státní cenu (1977). Úspěch a přijetí ceny jí způsobilo v domácím Polsku závist a přehlížení.

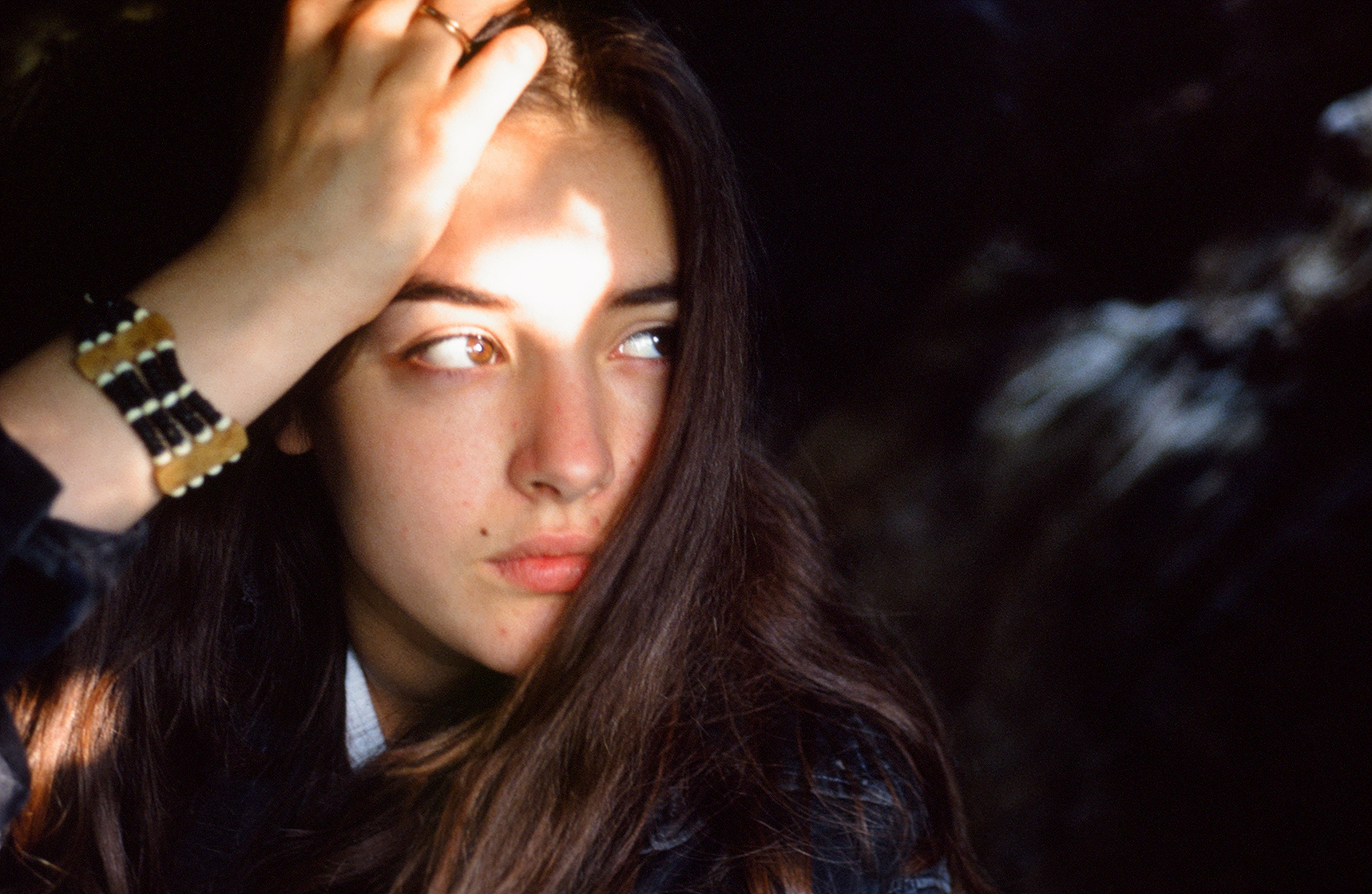
Dcera Barbara Kosmalová (1973–1993)

Objevila se také ve východoněmeckých, bulharských a československých filmech (Koncert pre pozostalých (1976), Tichý Američan v Praze (1977), Skalpel, prosím (1985)).
S příchodem 21. století začala hrát v divadle. Poprvé se objevila na moskevské scéně Centra operního zpěvu Galiny Višněvské, ve hře Kvarteto režírované Romanem Marxoliem. V roce 2007 navázala na svou nejúspěšnější roli Nadi natočením Ironie osudu: Pokračování (Ирония судьбы. Продолжение).
Byla třikrát vdaná. Syn Ludwik se věnuje ekonomii, dcera herečka a modelka Barbara Kosmalová (nar. 1973) tragicky zahynula 15. května 1993 při autonehodě ve městě Brzeziny.

## Filmografie (výběr)
- 2007 – Ирония судьбы. Продолжение
- 2007 – Jasne błękitne okna
- 2001 – Symfonia Ciszy
- 2000 – Down House
- 1996 – Wirus
- 1994 – Polska śmierć
- 1993 – Tylko strach
- 1991 – Ał, ograblenie pojezda
- 1991 – Za wsio nado płatit
- 1988 – Czas połnołunija
- 1985 – Skalpel, prosím
- 1980 – Archiv des Todes (TV seriál)
- 1980 – Wściekły
- 1977 – Umiraj w krajen słuczaj (seriál)
- 1977 – Tichý Američan v Praze
- 1976 – Koncert pre pozostalých
- 1975 – Ironie osudu aneb Rozhodně správná koupel (film)
- 1974 – Visa für Ocantros (film)
- 1973 – Města a roky
- 1972 – Anatomia miłości (Anatomie lásky)
- 1970 – Marie, Anna (Album polski)
- 1969 – Bílí vlci (Weiße Wölfe)
- 1969 – Osvobození (Освобождение)
- 1969 – Pan Wołodyjowski
- 1967-1968 – S nasazením života (Stawka większa niż życie, TV seriál)
- 1966 – Bumerang
- 1966 – Faraon
- 1966 – Potem nastąpi cisza